# آندری اشتاینر
آندری اشتاینر (آلمانی: André Steiner؛ زادهٔ ۸ فوریهٔ ۱۹۷۰) قایقران روئینگ اهل آلمان بود.
از افتخارات وی میتوان به کسب مدال طلا روئینگ چهار نفره دو پارو در بازی‌های المپیک تابستانی ۱۹۹۶ اشاره کرد.